# Allobates wayuu
Allobates wayuu là một loài ếch thuộc họ Dendrobatidae.
Đây là loài đặc hữu của Colombia.
Môi trường sống tự nhiên của chúng là rừng khô nhiệt đới hoặc cận nhiệt đới, sông ngòi, và đầm nước ngọt.